# Новомехельтинский сельсовет
Новомехельтинский сельсовет  — административно-территориальная единица и муниципальное образование со статусом сельского поселения в Новолакском районе Дагестана Российской Федерации.
Административный центр — село Новомехельта.

## Население
| 2002  | 2010  | 2012  | 2013  | 2014  | 2015  | 2016  |
| ----- | ----- | ----- | ----- | ----- | ----- | ----- |
| 2009  | ↗2608 | ↗2723 | ↗2754 | ↗2820 | ↗2887 | ↗2903 |
| 2017  | 2018  | 2019  | 2020  | 2021  | 2023  | 2024  |
| ↗2935 | ↗2969 | ↗3023 | ↗3063 | ↗3162 | ↗3182 | ↗3211 |
| 2025  |       |       |       |       |       |       |
| ↗3238 |       |       |       |       |       |       |

## Состав
| № | Населённый пункт           | Тип населённого пункта       | Население |
| - | -------------------------- | ---------------------------- | --------- |
| 1 | Новомехельта               | село, административный центр | ↗3238     |
| 2 | Отделения «Сельхозтехника» | населённый пункт             | →0        |